# Dawn DeNoon
Dawn DeNoon (Virginia, 29 ottobre 1964) è una sceneggiatrice statunitense.

## Filmografia

### Sceneggiatrice
- CSI- Crime scene Investigation - Serie TV, (2000-2015)
- Law & Order - Unità vittime speciali - serie TV (1999 - in corso)
- Je t'aime - serie TV (2019-2020)

## Premi
- Edgar Award
  - 2004 - Vinto, Edgar Award alla miglior sceneggiatura per Law & Order - Unità vittime speciali